# Bunny Yeager
Linnea Eleanor "Bunny" Yeager nacida como Linnea Eleanor Yeager; (Wilkinsburg, 13 de marzo de 1929-Miami, 25 de mayo de 2014) fue una fotógrafa estadounidense y modelo pin-up.

## Biografía
Yeager nació en Wilkinsburg, Pensilvania, el 13 de marzo de 1929. A los 17, se mudó con su familia a Miami y allí, Linnea, una joven tímida, se reinventó a sí misma. Adoptó el nombre de Bunny por el personaje de Lana Turner en la película de 1945, Fin de semana y se matriculó en una escuela de modelos. Alta, esbelta y fotogénica, Yeager pronto se convirtió en una de las modelos más solicitadas de la ciudad. Ganó una serie de concursos de belleza locales, entre ellos, la Reina de Miami, Miss Personalidad de Miami Beach y Miss Trailer Coach, del condado de Dade.
Yeager se convirtió en una de las modelos más fotografiadas en Miami. Después de retirarse del modelaje, ella comenzó su carrera detrás de la cámara. Ella conoció a Bettie Page en 1954, y se llevó la mayor parte de las fotografías de ella en ese año. Junto con el fotógrafo Irving Klaw, Yeager tuvo un papel en ayudar a hacer famosa a Page, sobre todo con sus fotos en la revista Playboy. También se le atribuye a Yeager el descubrimiento de la modelo Lisa Winters. Después de que Page se retirase, Yeager se mantuvo como una fotógrafa exitosa. Ella tomó las imágenes conocidas hasta ahora de Ursula Andress en la playa en 1962 de la película de James Bond, Dr. No, y descubrió a muchas otras modelos notables. En 1968 interpretó el papel de una masajista sueca junto a Frank Sinatra en La mujer de cemento.
Falleció el 25 de mayo de 2014 a los 85 años de edad.

## Libros
- 100 Girls by Bunny Yeager. A.S.Barnes, 1965
- How I photograph Myself by Bunny Yeager. NY A.S. Barnes 1964
- How I Photograph Nudes by Bunny Yeager. NY A. S. Barnes 1963
- Camera in the Caribbean by Bunny Yeager. Louisville, Whitestone Pubs: 1965
- Bunny Yeager's New Photo Discoveries by Bunny Yeager
- A B C's of Figure Photography by Bunny Yeager
- How to Photograph the Figure by Bunny Yeager. Louisville, Whitestone: 1963
- How to Take Figure Photos by Bunny Yeager. Louisville, Whitestone: 1962
- Bunny Yeager's Photo Studies by Bunny Yeager. . Louisville, Whitestone: 1960 [Also 1963, abridged]
- Photographing the Female Figure by Bunny Yeager. Greenwich, Fawcett: 1957
- The Art of Glamour Photography by Bunny Yeager. Amphoto: 1962
- Drawing the Human Figure using Photographs by Bunny Yeager. NY, A.S. Barnes: 1965
- Camera in Jamaica by Bunny Yeager, A. S. Barnes & Company, South Brunswick: (1967)
- Bettie Page Confidential, St. Martin's Press (1994) ISBN 0-312-10940-7
- Bunny Yeager's Bikini Girls of the 1950s, Schiffer Publishing (2004) ISBN 0-7643-2002-5
- Bunny Yeager's Flirts of the Fifties, Schiffer Publishing (2007) ISBN 0-7643-2637-6
- Bunny Yeager's Darkroom: Pin-up Photography's Golden Era, by Petra Mason (Author), Dita Von Teese (Introduction) (2012).